# 科爾賽芬河
51°13′01″N 8°32′48″E / 51.216996°N 8.546780°E
科爾賽芬河（德語：Kohlseifen），是德國的河流，位於該國西部，處於北萊茵-威斯特法倫州，屬於魯爾河的左支流，河道全長1.2公里，流域面積0.88平方公里。